# برگ‌بیدی
برگ‌بیدی (نام علمی: Commelina) نام یک سرده از تیره برگ‌بیدیان است.
برگ‌بیدی سرده‌ای از برگ‌بیدیان علفی است با ساقه‌هایی ضعیف و پراکندگی وسیع با حدود ۱۰۰ گونه که فقط تعداد اندکی از آنها در باغبانی به کار می‌رود.
برگ بیدی در خانه نیاز به نورغیرمستقیم ،آبیاری پس از خشک شدن نیمی از خاک، ترکیب خاک مفید دارد.